# Maurice Chevit
Maurice Chevit est un acteur et dramaturge français, spécialiste de seconds rôles, né le 31 octobre 1923 à Paris 12e, et mort le 2 juillet 2012 à Saint-Maurice (Val-de-Marne).

## Biographie
Fils de Samuel Chlewitzki, vernisseur sur bois, et de Fanny Goldberg, émigrés juifs polonais, Maurice Chevit (il change officiellement de nom en 1953) fait des études de dessinateur industriel. Bûcheron pendant la Seconde Guerre mondiale, il est ensuite chaudronnier, carrossier et livreur aux Halles. Il débute au théâtre au lendemain de la guerre, et fait sa première apparition à l'écran en 1946 dans Le Père tranquille de René Clément.
En août 1950 est créé au théâtre de la Huchette à Paris, Pepita ou Cinq cents francs de bonheur, une comédie en trois actes qu'il a écrite avec Henri Fontenille, dont il interprète l'un des rôles aux côtés de Jacqueline Maillan, Pierre Mondy et Jacques Jouanneau.
On le voit dans de nombreux petits rôles au cinéma dans les années 1950 et 1960 avec des réalisateurs comme Henri Decoin, André Cayatte ou encore Costa-Gavras. Mais c'est sur les planches, auprès de Jean Mercure, Jean Vilar, Pierre Fresnay et plus tard Jacques Rosner, Jorge Lavelli, qu'il bâtit sa réputation.

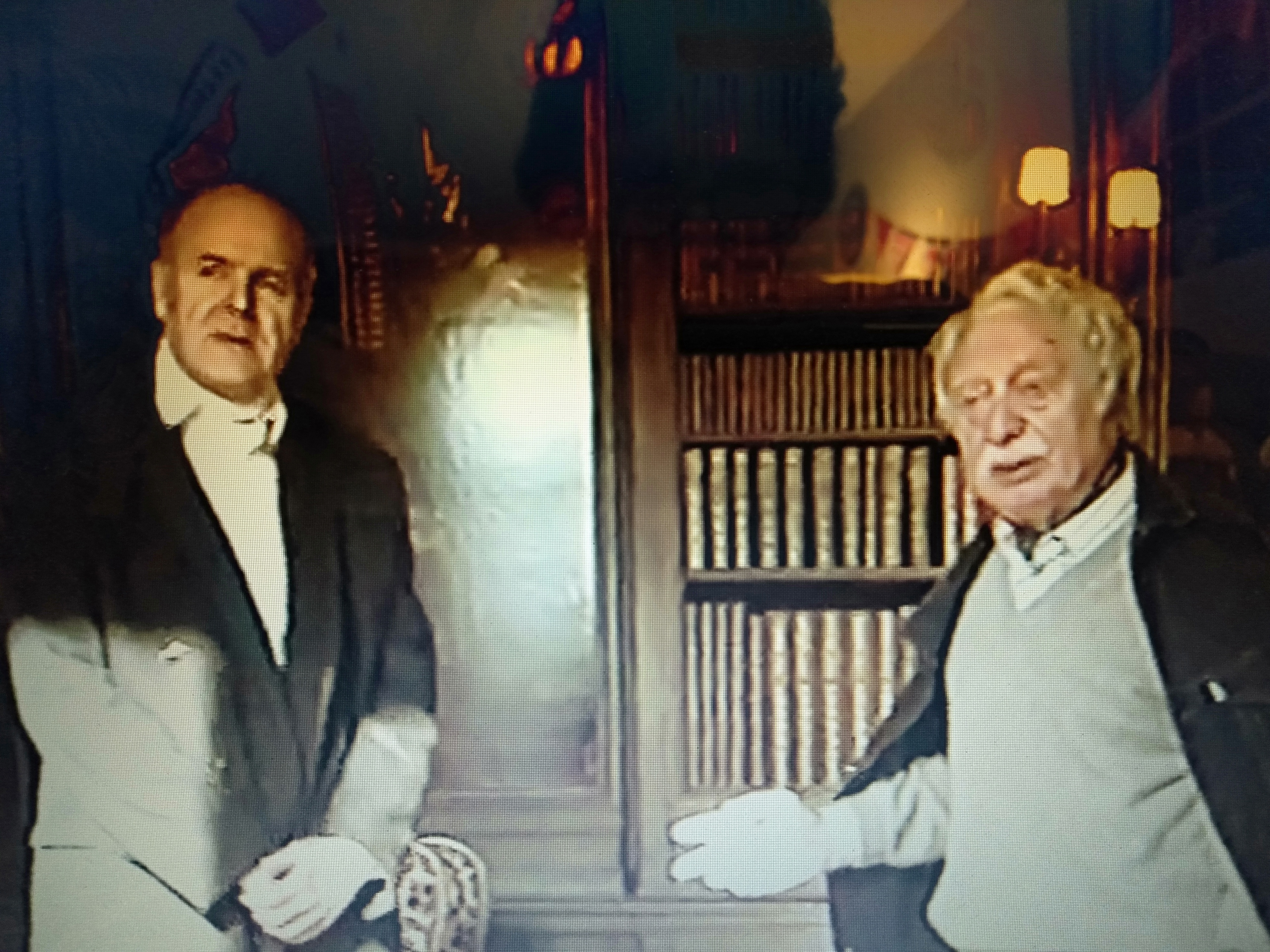
L'acteur à la fin de sa vie, avec Marie Pierre de Gérando (à gauche).

Après l'âge de 50 ans, Maurice Chevit est enfin reconnu au cinéma en participant, notamment, à de grands succès du box-office comme Le Coup de sirocco d'Alexandre Arcady en 1979 et surtout, la même année, Les Bronzés font du ski : il y est le savoureux Marius, petit-ami excentrique de Dominique Lavanant dans ce film de Patrice Leconte, qui lui offrira dix ans plus tard un autre rôle marquant dans Le Mari de la coiffeuse. Toujours vert, Maurice Chevit émeut en vieux Juif nostalgique dans Madame Jacques sur la Croisette et Voyages d'Emmanuel Finkiel.
Il remporte son premier Molière du meilleur comédien dans un second rôle en 2002 pour Conversation avec mon père de Herb Gardner (en), mise en scène de Marcel Bluwal, puis, trois ans plus tard, son second Molière du meilleur comédien dans un second rôle en 2005, pour son interprétation dans la pièce Brooklyn Boy de Donald Margulies, mise en scène de Michel Fagadau.
Il met en scène à deux reprises la pièce de théâtre Retournements, tirée du roman Le Retournement de Vladimir Volkoff, en 1987 à Montreux, en Suisse, et en 1992 au Nouveau Théâtre Mouffetard de Paris. Cette pièce ayant pour acteur principal Marie-Pierre de Gérando fait salle comble à chaque représentation[réf. nécessaire].
Marié le 15 février 1942 avec Pauline Bienstock,, Maurice Chevit est le père de deux fils : Pascal Chevit, médecin, et  Frédéric Chevit, ancien directeur du service des sports de France Télévisions.

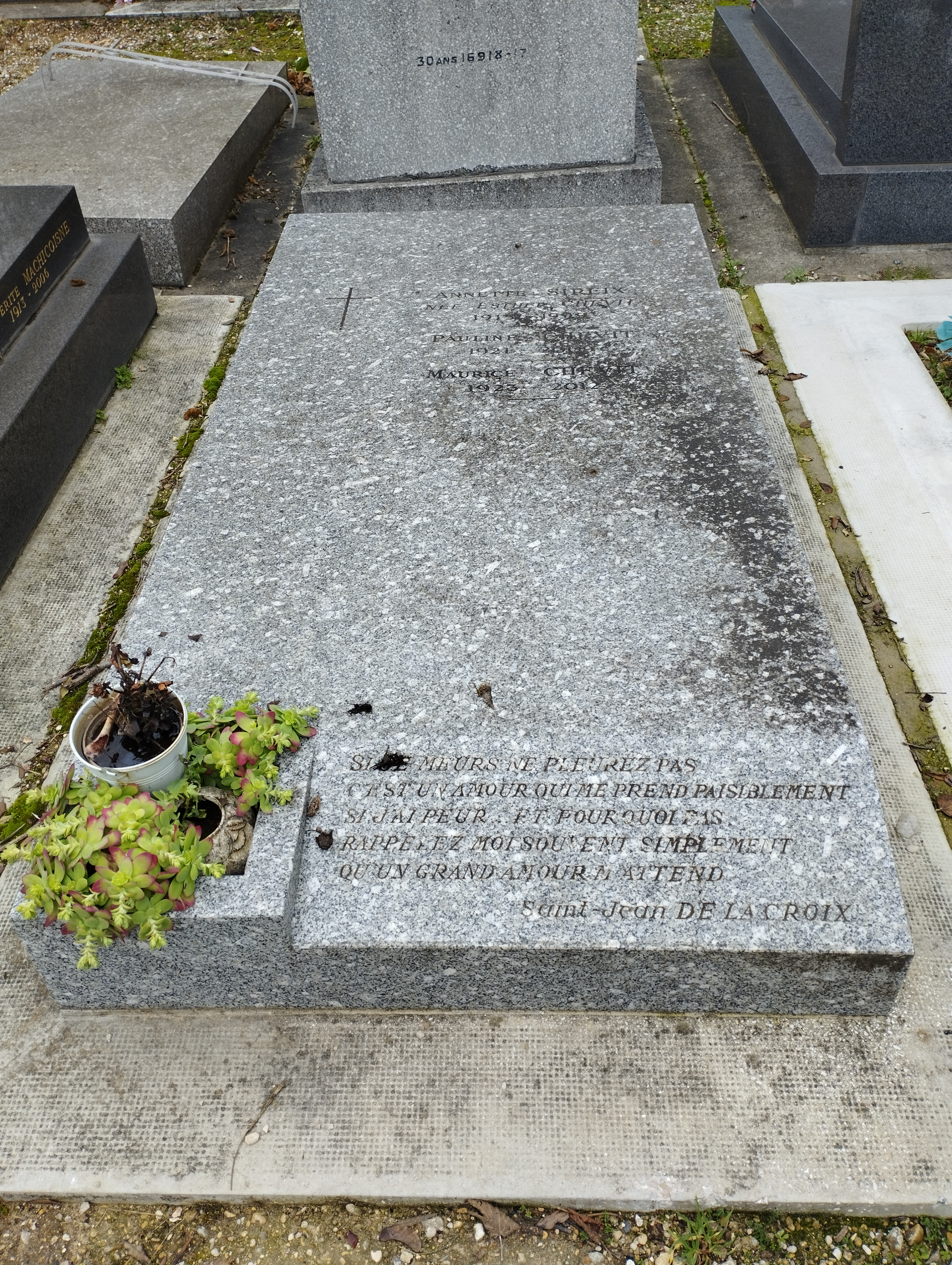
Tombe de Maurice Chevit au cimetière Valmy à Paris.

Maurice Chevit meurt le 2 juillet 2012 à Saint-Maurice, dans le Val-de-Marne. Il est inhumé au cimetière Valmy de Charenton-le-Pont (situé à Paris 12e).

## Filmographie
- (non exhaustive)

### Cinéma

#### Longs métrages
- 1946 : Le Père tranquille de René Clément : un maquisard
- 1947 : Contre-enquête de Jean Faurez
- 1947 : L'Arche de Noé d'Henry Jacques : le dessinateur
- 1948 : Entre onze heures et minuit d'Henri Decoin : l'employé des empreintes
- 1949 : Histoires extraordinaires de Jean Faurez
- 1949 : La Belle que voilà de Jean-Paul Le Chanois : le photographe
- 1950 : Sans laisser d'adresse de Jean-Paul Le Chanois : un bidasse dans la salle d'attente
- 1951 : Identité Judiciaire d'Hervé Bromberger : l'interne de médecine légiste qui va à la pêche
- 1951 : Sous le ciel de Paris de Julien Duvivier : le guitariste
- 1951 : Clara de Montargis d'Henri Decoin : Édouard, le majordome
- 1952 : Lettre ouverte d'Alex Joffé : le cafetier
- 1954 : Votre dévoué Blake de Jean Laviron : le complice
- 1955 : Chantage de Guy Lefranc : un complice
- 1955 : Les Hussards d'Alex Joffé : Émile, le hussard
- 1956 : Deuxième Bureau contre inconnu de Jean Stelli
- 1957 : À pied, à cheval et en voiture de Maurice Delbez : Léon, un garde-chasse
- 1957 : La Moucharde de Guy Lefranc : un consommateur
- 1957 : Le Gorille vous salue bien de Bernard Borderie : le second inspecteur de l'hygiène
- 1958 : Rapt au Deuxième Bureau de Jean Stelli : Dédé
- 1959 : Croquemitoufle ou Les Femmes des autres de Claude Barma : le contrôleur du train
- 1961 : Les Amours célèbres de Michel Boisrond (sketch : Agnès Bernauer) : un employé du Winternberg
- 1961 : Fanny de Joshua Logan
- 1962 : Comment réussir en amour de Michel Boisrond : l'agent
- 1963 : Le Glaive et la Balance d'André Cayatte : un inspecteur
- 1964 : Les Baisers de Claude Berri (sketch : Le Baiser de 16 ans) : le père
- 1964 : Relaxe-toi chérie de Jean Boyer : Hubert
- 1964 : Les Gorilles de Jean Girault : le premier contractuel
- 1965 : Compartiment tueurs de Costa-Gavras : un inspecteur
- 1966 : Le Chien fou d'Eddy Matalon : le mécano
- 1966 : La Malédiction de Belphégor de Georges Combret et Jean Maley : le jardinier
- 1969 : L'Auvergnat et l'Autobus de Guy Lefranc : un syndicaliste (+ coscénario)
- 1969 : L'Âne de Zigliara ou Une drôle de bourrique de Jean Canolle : le maire de Sainte-Marie
- 1972 : La Belle Affaire de Jacques Besnard
- 1976 : Dis bonjour à la dame de Michel Gérard : Totor
- 1978 : Molière d'Ariane Mnouchkine : le curé de l'école
- 1978 : Le Sucre de Jacques Rouffio : M. Lomont
- 1979 : Les Bronzés font du ski de Patrice Leconte : Marius
- 1979 : Le Coup de sirocco d'Alexandre Arcady : le général Beauvergne
- 1980 : Signé Furax de Marc Simenon : M. Léon, l'obéliscologue
- 1984 : La Femme d'ivoire de Dominique Cheminal : M. Cheland
- 1984 : Souvenirs secrets (Leave all fair) de John Reid : Alain
- 1985 : Mon beau-frère a tué ma sœur de Jacques Rouffio : M. Bongranel
- 1986 : Douce France de François Chardeaux : Jules
- 1986 : Lévy et Goliath de Gérard Oury : l'oncle Mardoché
- 1987 : La Comédie du travail de Luc Moullet, Hassan Ezzedhine et Antonietta Pizzorno : le vieux chômeur
- 1987 : De guerre lasse de Robert Enrico : Elie Blumfield, le grand-père
- 1988 : Je t'ai dans la peau de Jean-Pierre Thorn : l'abbé Roussel
- 1990 : Le mari de la coiffeuse de Patrice Leconte : Ambroise Dupré, dit Isidore Agopian
- 1991 : 588, rue Paradis d'Henri Verneuil : Nazareth
- 1995 : Ridicule de Patrice Leconte : le notaire
- 1996 : XY, drôle de conception de Jean-Paul Lilienfeld : M. Fleury, le père d'Éric
- 1996 : C'est la tangente que je préfère de Charlotte Silvera : Jean-Pierre
- 1996 : XXL d'Ariel Zeitoun : David Stern
- 1997 : Elles de Luís Galvão Teles
- 1997 : Une femme très très très amoureuse  d'Ariel Zeitoun : Forstock
- 1999 : Voyages d'Emmanuel Finkiel : Mendelbaum
- 1999 : ÀAvot' service de Philippe Vanvillé (sketch : Monsieur Noël) : le vieux monsieur
- 1999 : La Veuve de Saint-Pierre de Patrice Leconte : le père du gouverneur
- 2002 : L'Homme du train  de Patrice Leconte : le coiffeur
- 2002 : Laisse tes mains sur mes hanches de Chantal Lauby : Max, joueur de belote
- 2003 : Le Cou de la girafe de Safy Nebbou : Maurice
- 2004 : Ma vie en l'air de Rémi Bezançon : le prêtre
- 2005 : Le Pressentiment de Jean-Pierre Darroussin : le vieil homme

#### Courts métrages
- 1963 : Tante Aurore viendra ce soir ou L'Araignée (24 min) : l'antiquaire
- 1973 : Carnet trouvé chez les fourmis de Georges Sénéchal : Sébastien Piorelle
- 1979 : Le Cri du silence de Bernard Giraudeau (8 min)
- 1979 : Revenir en décembre de Véronique Caillot (13 min)
- 1981 : Le Vieil Homme et la Ville de Nadine Trintignant (6 min)
- 1983 : Le Lion de Saint-Marc de Jean-Luc Blanchet, d'après la nouvelle La Dictée de Maurice Loton (7 min)
- 1990 : Un ascenseur pour l’An neuf de Gilles Bourdet et Pascal Goethals (54 min)
- 1990 : La Veuve Guillotin de Christophe Mené (26 min)
- 1995 : Sept ans et demi de réflexion de Sylvie Flepp (16 min) : Papy
- 1995 : Nuit d’hiver de Christophe Mené
- 1995: Madame Jacques sur la Croisette d'Emmanuel Finkiel (40 min) : Simon
- 1997 : Pédagogie de Safy Nebbou (8 min)
- 1997 : Ultima hora de Laurence Meynard (9 min)
- 1997 : Tic tac d'Éric Besnard
- 1998 : Le Regard d’un ami de Christian Fruchard (54 min)
- 1998 : Ce sera du gâteau de Claude Berne (13 min)
- 1999 : Le Timide de Fabien Michel (8 min)
- 2000 : Jean et Monsieur Alfred de Frédéric Dubreuil (17 min)
- 2000 : Alice ou le cul des autres de Virginie Sauveur (5 min) : le papy
- 2000 : C’est pas si compliqué de Xavier de Choudens (12 min) : le vieux client
- 2001 : Entre deux rails de Claire Jeanteur (20 min) : Joseph
- 2002 : L'Homme torche de Ron Dyens (4 min)
- 2003 : Timing de Pascal Elbé
- 2003 : Paraboles de Rémi Bezançon (11 min) : Émile
- 2008 : Le Goûter / The Afternoon Snack (15 min) : Le grand-père

### Télévision
- 1958 : En votre âme et conscience, épisode L'affaire de Villemomble : Sablonière
- 1959 : En votre âme et conscience, épisode L'affaire Troppmann : Bardot
- 1960 : Un beau dimanche de septembre de Marcel Cravenne : l'agent
- 1961 : Le Théâtre de la jeunesse : Gaspard ou le petit tambour de la neige de Claude Santelli, réalisation Jean-Pierre Marchand
- 1961 : Les Cinq Dernières Minutes : épisode Cherchez la femme de Claude Loursais : le brigadier
- 1961 : La caméra explore le temps de Stellio Lorenzi : épisode L'Énigme de Saint-Leu : La Huproye
- 1961 : La caméra explore le temps de Stellio Lorenzi : épisode Les Templiers : le Pape Clément V
- 1961 : La caméra explore le temps de Stellio Lorenzi : épisode L'Aventure de la duchesse de Berry : le commissaire Joly
- 1962 : Les Cinq Dernières Minutes, épisode Le Tzigane et la Dactylo de Pierre Nivollet
- 1962 : L'inspecteur Leclerc enquête de Marcel Bluwal, épisode : L'Affaire Larive
- 1963 :  La Charrue et les Étoiles, pièce de Seán O'Casey, réalisation Stellio Lorenzi, diffusée en deux parties pour les fêtes de fin d'année
- 1964 : Le Maître de Ballantrae d'Abder Isker (téléfilm) : Mac Kellar
- 1965 : Thierry la Fronde de Jean-Claude Deret (série télévisée), épisode : Le Château mystérieux : Tristan de Chaussais
- 1965 : Donadieu de Stellio Lorenzi : Escambarlat[8]
- 1966 : Corsaires et flibustiers de Claude Barma (feuilleton TV) : Bonnaventure
- 1966 : En votre âme et conscience, épisode : L'Affaire Bouquet de  Pierre Nivollet
- 1967 : En votre âme et conscience, épisode : Le Cas d'Hélène Jegado de  Pierre Nivollet
- 1970 : La Légende du quatrième roi de Jean-Paul Carrère (téléfilm) : le Roi
- 1974 : Schulmeister, l'espion de l'empereur de Jean-Pierre Decourt (série télévisée), épisode Un village sans importance : le père Heinrich
- 1974 : Président Faust de Jean Kerchbron
- 1974 : Messieurs les jurés : L'Affaire Savigné-Montorey de Pierre Nivollet
- 1977 : Au théâtre ce soir : Football de Pol Quentin et Georges Bellak
- 1978 : Médecins de nuit de Nicolas Ribowski, épisode : Alpha (série)
- 1978 : La Filière de Guy Lefranc : le sénateur Bélém dit Cambacérès
- 1980 : Les Cinq Dernières Minutes de Jean-Yves Jeudy (série télévisée), épisode Un parfum d'Angélique : Landry
- 1980 : Kick, Raoul, la Moto, les Jeunes et les Autres de Marc Simenon (série télévisée) : Roulède
- 1981 : Les Cinq Dernières Minutes d'Éric Le Hung (série télévisée), épisode Le Retour des coulons : Amédée
- 1981 : Le Légataire universel de Claude Santelli (téléfilm) : Géronte
- 1983 : Thérèse Humbert de Marcel Bluwal (téléfilm)
- 1983 : Fabien de la Drôme de Michel Wyn (feuilleton) : Baptiste Pommard, dit Trois-Mains
- 1984 : Dernier Banco de Claude de Givray (téléfilm)
- 1984 : La Bavure de Nicolas Ribowski (série télévisée) : Lebras
- 1984 : Jacques le fataliste et son maître de Claude Santelli (téléfilm) : l'hôte
- 1984 : Les Insomnies de Monsieur Plude (téléfilm) de Jean Dasque
- 1988 : Marie Pervenche de Paul Andréota (série télévisée), épisode Faussaire et fossoyeurs : Me Bertillon
- 1988 : La Valise en Carton de Michel Wyn (téléfilm) : Moleskhine
- 1988 : Mystères et bulles de gomme de Chantal Touzel et Anita Rees (série) : Gustave Marceau (Pépé Caporal)
- 1990 : L'Huissier de Pierre Tchernia (téléfilm) : le tailleur
- 1995 : Les Chiens ne font pas des chats d'Ariel Zeitoun (téléfilm) : Papounet
- 1996 : L'Embellie de Charlotte Silvera (téléfilm) : Gabor
- 1996 : Je m'appelle Régine de Pierre Aknine (téléfilm) : Mr Ley
- 1999 : Joséphine, ange gardien (série télévisée), épisode "Une nouvelle vie" : Cyprien
- 1999 : Le Miroir aux alouettes[9] de Francis Fehr : Papa
- 2000 : Anna en Corse de Carole Giaccobi (téléfilm) : Jules
- 2002 : Les Rebelles de Moissac de Jean-Jacques Kahn (téléfilm) : Lulu
- 2002 : Le Miroir d'Alice, de Michèle Letellier et Marc Rivière (téléfilm) : le vieux monsieur de la boutique
- 2002 : Toute la ville en parle de Marc Rivière (téléfilm) : Marcel
- 2003 : Maigret (série télévisée), Sn 8 Ep 1 Signé Picpus : M. Lecloagen
- 2004 : Haute Coiffure de Marc Rivière (téléfilm) : Marcel
- 2004 : L'Homme qui venait d'ailleurs de François Luciani (téléfilm) : le docteur Maussène
- 2006 : En marge des jours d'Emmanuel Finkiel (téléfilm) : Simon

## Doublage
Films
- Burgess Meredith dans :
  - Pigeon d'argile (1971) : Liberté Lovelace
  - Rocky (1976) : Mickey Goldmill
  - Rocky 5 (1990) : Mickey Goldmill

- Eli Wallach dans :
  - La Sentinelle des maudits (1977) : le détective Gatz
  - Le Parrain 3 (1990) : Don Altobello

- Jack Gilford dans :
  - Cocoon (1985) : Bernie Lefkowitz
  - Cocoon, le retour (1988) : Bernie Lefkowitz

- Nino Manfredi dans :
  - Les Aventures de Pinocchio (1972) : Luigi Comencini

- 1961 : Maciste contre le fantôme : Omar (Mario Feliciani)
- 1963 : Mercredi soir, 9 heures... : le patient (Jay Adler)
- 1963 : Pas de lauriers pour les tueurs : Hilding (Karl Swenson)
- 1963 : Tom Jones : MacLachlan (Jack Stewart)
- 1965 : Le Docteur Jivago : Pépia (Jack MacGowran)
- 1965 : Le Crâne maléfique : Anthony Marko (Patrick Wymark)
- 1966 : Arrivederci baby : Henry (Monti DeLyle)
- 1967 : La Guerre des cerveaux : Henry Hallson (Arthur O'Connell)
- 1967 : L'Or des pistoleros : Ben (Harry Davis)
- 1968 : La Bande à César : Davey Collins (Davy Kaye)
- 1968 : Le Jour des Apaches : Jimmy Noble (Dean Jagger)
- 1971 : L'Hôpital : Drummond (Barnard Hughes)
- 1973 : Opération Dragon : le père de Lee (Ho Lee Yan)
- 1974 : La Rançon de la peur : Brambilla (Franco Ferrari)
- 1977 : Le Plus Grand : Ferdie Pacheco (John Marley)
- 1977 : L'Homme araignée : J. Jonah Jameson (David White)
- 1984 : L'Histoire sans fin : Engywook (Sydney Bromley)
- 1986 : Aladdin : Jeremiah (Julian Voloshin)
- 1987 : Miracle sur la 8e rue : Frank Riley (Hume Cronyn)
- 1989 : Family Business : Nat Gruden (Salem Ludwig)
- 1994 : Un homme presque parfait : Wirf Wirfley (Gene Saks)
- 1994 : L'Amour en équation : Nathan Liebknecht (Joseph Maher)
- 1998 : Docteur Dolittle : Calloway (Peter Boyle)
- 1998 : À tout jamais, une histoire de Cendrillon : Léonard de Vinci (Patrick Godfrey)
- 1999 : La Ligne verte : Paul Edgcomb âgé (Dabbs Greer)
- 1999 : Sleepy Hollow : le docteur Thomas Lancaster (Ian McDiarmid)
- 1999 : Broadway, 39e rue : l'homme dans la file d'attente (Leonardo Cimino)

Films d'animation
- 1967 : Astérix le Gaulois : Claudius Catilus, le bourreau et un soldat romain
- 1968 : Astérix et Cléopâtre : le tuteur
- 1979 : Les Fabuleuses Aventures du légendaire baron de Münchhausen : Nemrod

## Théâtre
- 1947 : Le Mal court de Jacques Audiberti, mise en scène Georges Vitaly, Théâtre Charles de Rochefort, Théâtre de Poche
- 1948 : La Fête noire de Jacques Audiberti, mise en scène Georges Vitaly, Théâtre de la Huchette
- 1949 : Le Silence de la mer d'après Vercors, mise en scène Jean Mercure, Théâtre Édouard-VII
- 1949 : La Quadrature du cercle de Valentin Kataiev, mise en scène Georges Vitaly, Théâtre de la Huchette
- 1950 : Pépita d'Henri Fontenille et Maurice Chevit, mise en scène Georges Vitaly, Théâtre de la Huchette
- 1950 : Pucelle de Jacques Audiberti, mise en scène Georges Vitaly, Théâtre de la Huchette
- 1953 : Les Pavés du ciel d'Albert Husson, mise en scène Christian-Gérard, Théâtre des Célestins
- 1954 : Les Sorcières de Salem d'Arthur Miller, mise en scène Raymond Rouleau, Théâtre Sarah Bernhardt
- 1954 : Un nommé Judas de Pierre Bost et Claude-André Puget, mise en scène Jean Mercure, Comédie Caumartin
- 1956 : Les Sorcières de Salem de Arthur Miller, mise en scène Raymond Rouleau, Théâtre des Célestins
- 1956 : Irma la Douce d'Alexandre Breffort et Marguerite Monnot, mise en scène René Dupuy, Théâtre Gramont
- 1958 : Édition de midi de Mihail Sebastian, mise en scène René Dupuy, Théâtre Gramont
- 1959 : Un beau dimanche de septembre d'Ugo Betti, mise en scène André Barsacq, Théâtre de l'Atelier
- 1960 : La Résistible Ascension d'Arturo Ui de Bertolt Brecht, mise en scène Jean Vilar et Georges Wilson, TNP Théâtre de Chaillot
- 1961 : Spéciale Dernière de Ben Hecht et Mac Arthur, mise en scène Pierre Mondy, Théâtre de la Renaissance
- 1962 : Johnnie Cœur de Romain Gary, mise en scène François Périer, Théâtre de la Michodière
- 1963 : Six Hommes en question de Frédéric Dard & Robert Hossein, mise en scène Robert Hossein, Théâtre Antoine
- 1964 : Sainte Jeanne de George Bernard Shaw, mise en scène Pierre Franck, Théâtre Montparnasse
- 1965 : Au revoir Charlie de George Axelrod, mise en scène François Périer, Théâtre des Ambassadeurs, Théâtre des Célestins, tournée Karsenty
- 1966 : La Convention de Belzébir de Marcel Aymé, mise en scène René Dupuy, Théâtre de l'Athénée-Louis-Jouvet
- 1968 : Beaucoup de bruit pour rien de William Shakespeare, mise en scène Jorge Lavelli, Théâtre de la Ville
- 1968 : Le Truffador de Jean Canolle, mise en scène de l'auteur, Théâtre de la Michodière
- 1969 : Tambours et Trompettes d'après George Farquhar, mise en scène Jean-Pierre Vincent, Théâtre de la Ville
- 1970 : L'Enterrement d'Henry Monnier, mise en scène André Barsacq, Théâtre de l'Atelier
- 1971 : La Guerre de Troie n'aura pas lieu de Jean Giraudoux, mise en scène Jean Mercure, Théâtre de la Ville, Festival d'Avignon
- 1971 : Isabelle, trois caravelles et un charlatan de Dario Fo, mise en scène de l'auteur, Festival d'Avignon
- 1972 : Santé publique de Peter Nichols, mise en scène Jean Mercure, Théâtre de la Ville
- 1973 : L'Île pourpre de Mikhaïl Boulgakov, mise en scène Jorge Lavelli, Théâtre de la Ville
- 1974 : Dreyfus de Jean-Claude Grumberg, mise en scène Jacques Rosner, Théâtre de l'Odéon, Théâtre de Paris et en tournée, notamment au Théâtre de Caen
- 1974 : Le Mal de terre de Liliane Atlan, mise en scène Roland Monod, Festival d'Avignon
- 1975 : La Folle de Chaillot de Jean Giraudoux, mise en scène Gérard Vergez, Théâtre de l'Athénée
- 1975 : Zoo ou l'Assassin philanthrope de Vercors, mise en scène Jean Mercure, Théâtre de la Ville
- 1975 : Biedermann et les incendiaires de Max Frisch, mise en scène Serge Peyrat
- 1980 : Le Conte d'hiver de William Shakespeare, mise en scène Jorge Lavelli, Festival d'Avignon, Théâtre de la Ville
- 1983 : Le Bonheur à Romorantin de Jean-Claude Brisville, mise en scène Andréas Voutsinás, Théâtre des Mathurins
- 1984 : Le Fauteuil à bascule de Jean-Claude Brisville, mise en scène Jean-Pierre Miquel, Maison de la Culture de Loire-Atlantique Nantes
- 1987 : Le Malade Imaginaire de Molière, mise en scène Jean-Marie Broucaret, Théâtre des Chimères
- 1988 : Tango de Slawomir Mrozek, mise en scène Georges Werler, Théâtre de l'Est Parisien
- 1990 : Popkins de Murray Schisgal, mise en scène Danièle Chutaux, Théâtre des Célestins
- 1990 : La Nonna de Roberto Cossa, mise en scène Jorge Lavelli, Théâtre national de la Colline
- 1991 : Les Comédies barbares de Ramón María del Valle-Inclán, mise en scène Jorge Lavelli, Festival d'Avignon
- 1991 : L'art de la comédie de Eduardo de Filippo, mise en scène de Didier Perrier, Compagnie Derniers Détails, Théâtre de Saint-Quentin, Nouveau Théâtre Mouffetard, Comédie de Picardie.
- 1992 : Les Comédies barbares de Ramón María del Valle-Inclán, mise en scène Jorge Lavelli, Théâtre national de la Colline, Théâtre de Nice, Théâtre des Treize Vents
- 1993 : L'Aberration des étoiles fixes de Manlio Santanelli (it), mise en scène Jean-Christian Grinevald, Théâtre de la Main d'Or
- 1993 : Silence en coulisses ! de Michael Frayn, mise en scène Jean-Luc Moreau, Théâtre du Palais-Royal
- 1998 : Háry János de Zoltán Kodály, mise en scène Alain Maratrat (en), Opéra du Rhin
- 2001 : Ulf, le rêve bleu ! de J.C. Gene, mise en scène Eduardo Gersberg, Théâtre Nanterre-Amandiers
- 2002 : Conversations avec mon père d'Herb Gardner (en), mise en scène Marcel Bluwal, Centre national de création d'Orléans, Théâtre de la Porte Saint-Martin
- 2002 : Ivanov d'Anton Tchekhov, mise en scène Jacques Rosner, Théâtre 14 Jean-Marie Serreau
- 2003 : Le Vent des peupliers de Gérald Sibleyras, mise en scène Jean-Luc Tardieu, Théâtre Montparnasse
- 2004 : Brooklyn Boy (en) de Donald Margulies, mise en scène Michel Fagadau, Comédie des Champs-Élysées

## Publication
- J'm'arrête pas, j'suis lancé, préface de Patrice Leconte, postface de Frédéric Chevit, Paris, Éditions de la Lagune, 2008  (ISBN 978-2-84969-144-1)

## Distinctions
- Molières 2002 : Molière du comédien dans un second rôle pour Conversations avec mon père
- Molières 2005 : Molière du comédien dans un second rôle pour Brooklyn Boy